# Bill Conti
Bill Conti (Providence, 13 april 1942) is een filmcomponist.
Conti studeerde af aan de Louisiana State University en aan de Juilliard School (conservatorium) in New York. Begon eind jaren zestig muziek te componeren voor films, maar werd vooral in 1976 bekend met de film Rocky waar hij onder meer het nummer "Gonna Fly Now (Theme from Rocky)" schreef. Hij won een Oscar in 1984 met de film The Right Stuff en werkte diverse jaren muzikaal mee aan Oscaruitreikingen (Academy Awards). Conti schreef ook de muziek voor televisieseries als Dynasty en North and South. Zijn muziek van de film Rocky wordt tot op heden veel gebruikt in films en televisieseries. De nummers "Gonna Fly Now (Theme from Rocky)" en "Going the Distance" werden opnieuw gebruikt in de films Creed (2015) en Creed II (2018) ook wel bekend als de spin-offs van de Rocky-filmreeks.

## Filmografie
| Jaar | Titel                                      | Opmerkingen                 |
| ---- | ------------------------------------------ | --------------------------- |
| 1969 | Un sudario a la medida                     |                             |
| 1969 | Juliette de Sade                           |                             |
| 1970 | Microscopic Liquid Subway to Oblivion      |                             |
| 1973 | Blume in Love                              |                             |
| 1974 | Harry and Tonto                            |                             |
| 1976 | Next Stop, Greenwich Village               |                             |
| 1976 | Rocky                                      |                             |
| 1977 | Handle with Care                           |                             |
| 1978 | An Unmarried Woman                         |                             |
| 1978 | F.I.S.T.                                   |                             |
| 1978 | Paradise Alley                             |                             |
| 1978 | The Big Fix                                |                             |
| 1978 | Slow Dancing in the Big City               |                             |
| 1978 | Uncle Joe Shannon                          |                             |
| 1979 | Five Days from Home                        |                             |
| 1979 | Dreamer                                    |                             |
| 1979 | Rocky II                                   |                             |
| 1979 | Goldengirl                                 |                             |
| 1979 | The Seduction of Joe Tynan                 |                             |
| 1979 | A Man, a Woman and a Bank                  |                             |
| 1980 | Gloria                                     |                             |
| 1980 | Private Benjamin                           |                             |
| 1980 | The Formula                                |                             |
| 1981 | For Your Eyes Only                         |                             |
| 1981 | Escape to Victory                          |                             |
| 1981 | Carbon Copy                                |                             |
| 1981 | Neighbors                                  |                             |
| 1982 | I, the Jury                                |                             |
| 1982 | Rocky III                                  |                             |
| 1982 | Split Image                                |                             |
| 1982 | That Championship Reason                   |                             |
| 1982 | And They Are Off                           |                             |
| 1983 | Bad Boys                                   |                             |
| 1983 | The Right Stuff                            |                             |
| 1984 | Unfaithfully Yours                         |                             |
| 1984 | The Karate Kid                             |                             |
| 1984 | The Bear                                   |                             |
| 1984 | The Coolangatta Gold                       |                             |
| 1984 | Mass Appeal                                |                             |
| 1985 | Gotcha!                                    |                             |
| 1985 | Beer                                       |                             |
| 1985 | Rocky IV                                   | alleen de originele thema's |
| 1986 | Nomads                                     |                             |
| 1986 | F/X                                        |                             |
| 1986 | Big Trouble                                |                             |
| 1986 | The Karate Kid Part II                     |                             |
| 1986 | The Boss' Wife                             |                             |
| 1987 | I Love N.Y.                                |                             |
| 1987 | A Prayer for the Dying                     |                             |
| 1987 | Masters of the Universe                    |                             |
| 1987 | Happy New Year                             |                             |
| 1987 | Baby Boom                                  |                             |
| 1987 | Broadcast News                             |                             |
| 1988 | For Keeps?                                 |                             |
| 1988 | A Night in the Life of Jimmy Rearden       |                             |
| 1988 | Le grand bleu                              | Amerikaanse versie          |
| 1988 | Betrayed                                   |                             |
| 1988 | Cohen and Tate                             |                             |
| 1989 | Lean on Me                                 |                             |
| 1989 | The Karate Kid Part III                    |                             |
| 1989 | Lock Up                                    |                             |
| 1990 | A Captive in the Land                      |                             |
| 1990 | The Fourth War                             |                             |
| 1990 | Backstreet Dreams                          |                             |
| 1990 | Rocky V                                    |                             |
| 1991 | Year of the Gun                            |                             |
| 1991 | Necessary Roughness                        |                             |
| 1991 | By the Sword                               |                             |
| 1993 | Blood In Blood Out                         |                             |
| 1993 | The Adventures of Huck Finn                |                             |
| 1993 | Rookie of the Year                         |                             |
| 1994 | 8 Seconds                                  |                             |
| 1994 | The Next Karate Kid                        |                             |
| 1994 | The Scout                                  |                             |
| 1995 | Napoleon                                   |                             |
| 1995 | Bushwhacked                                |                             |
| 1996 | Spy Hard                                   |                             |
| 1996 | Entertaining Angels: The Dorothy Day Story |                             |
| 1998 | Wrongfully Accused                         |                             |
| 1998 | The Real Macaw                             |                             |
| 1999 | The Thomas Crown Affair                    |                             |
| 1999 | Inferno                                    |                             |
| 2001 | Tortilla Soup                              |                             |
| 2002 | G                                          |                             |
| 2002 | Avenging Angelo                            |                             |
| 2002 | 2 Birds with 1 Stallone                    |                             |
| 2003 | Boys on the Run                            |                             |
| 2003 | The Gospel of Lou                          |                             |
| 2006 | Rocky Balboa                               |                             |
| 2008 | Hold-Up                                    |                             |
| 2009 | Moonlight Blade                            |                             |
| 2009 | The Perfect Game                           |                             |
| 2010 | Small Town Hero                            |                             |
| 2011 | Two Knives                                 |                             |
| 2012 | 6 Foot Rule                                | thema                       |
| 2015 | Creed                                      | alleen de originele thema's |
| 2018 | Creed II                                   | alleen de originele thema's |

## Overige producties

### Computerspellen
| Jaar | Titel                   | Opmerkingen |
| ---- | ----------------------- | ----------- |
| 2006 | The Godfather: The Game |             |

### Televisieseries
| Jaar | Titel                                  | Opmerkingen       |
| ---- | -------------------------------------- | ----------------- |
| 1981 | Dynasty                                | 1981-1989, thema  |
| 1981 | Falcon Crest                           | 1981-1990, thema  |
| 1982 | Cagney & Lacey                         | 1982-1988, thema  |
| 1983 | Emerald Point N.A.S.                   | 1983-1984         |
| 1984 | The Master                             |                   |
| 1985 | The Colbys                             | 1985-1987         |
| 1985 | North and South                        |                   |
| 1986 | North and South, Book II               |                   |
| 1987 | Ohara                                  |                   |
| 1987 | Napoleon and Josephine: A Love Story   |                   |
| 1989 | Dolphin Cove                           | thema             |
| 1989 | American Gladiators                    | 1989-1993         |
| 1990 | E.A.R.T.H. Force                       |                   |
| 1993 | Turning Point                          | 1993-1997, thema  |
| 1994 | Heaven & Hell: North & South, Book III | thema             |
| 2017 | Dynasty                                | 2017-heden, thema |

## Prijzen en nominaties

### Academy Awards
| Jaar | Titel              | Categorie        | Uitslag     |
| ---- | ------------------ | ---------------- | ----------- |
| 1977 | Rocky              | Beste filmsong   | Genomineerd |
| 1982 | For Your Eyes Only | Beste filmsong   | Genomineerd |
| 1984 | The Right Stuff    | Beste filmmuziek | Gewonnen    |

### Emmy Awards
| Jaar | Titel                          | Categorie                                                                                       | Uitslag     |
| ---- | ------------------------------ | ----------------------------------------------------------------------------------------------- | ----------- |
| 1986 | North and South                | Beste compositie voor miniserie, film of special (dramatische achtergrondmuziek), afl. "Part 1" | Genomineerd |
| 1990 | The 62nd Annual Academy Awards | Beste muziek regie                                                                              | Genomineerd |
| 1991 | The 63rd Annual Academy Awards | Beste muziek regie                                                                              | Genomineerd |
| 1992 | The 64th Annual Academy Awards | Beste muziek regie                                                                              | Gewonnen    |
| 1993 | The 65th Annual Academy Awards | Beste muziek regie                                                                              | Genomineerd |
| 1994 | The 66th Annual Academy Awards | Beste muziek regie                                                                              | Genomineerd |
| 1995 | The 67th Annual Academy Awards | Beste muziek regie                                                                              | Genomineerd |
| 1997 | The 69th Annual Academy Awards | Beste muziek regie                                                                              | Genomineerd |
| 1998 | The 70th Annual Academy Awards | Beste muziek regie                                                                              | Gewonnen    |
| 1999 | The 71st Annual Academy Awards | Beste muziek regie                                                                              | Genomineerd |
| 2003 | The 75th Annual Academy Awards | Beste muziek regie                                                                              | Gewonnen    |
| 2006 | The 78th Annual Academy Awards | Beste muziek regie                                                                              | Genomineerd |
| 2008 | The 80th Annual Academy Awards | Beste muziek regie                                                                              | Genomineerd |

### Golden Globe Awards
| Jaar | Titel              | Categorie        | Uitslag     |
| ---- | ------------------ | ---------------- | ----------- |
| 1977 | Rocky              | Beste filmmuziek | Genomineerd |
| 1979 | An Unmarried Woman | Beste filmmuziek | Genomineerd |
| 1982 | For Your Eyes Only | Beste filmsong   | Genomineerd |

### Grammy Awards
| Jaar | Titel | Categorie                                            | Uitslag     |
| ---- | ----- | ---------------------------------------------------- | ----------- |
| 1978 | Rocky | Beste album van muziek voor film of televisiespecial | Genomineerd |